# كزافييه دوبريه
كزافييه دوبريه (بالفرنسية: Xavier Dupré)‏ هو خطاط فرنسي، ولد في 1977 في أوبيناس في فرنسا.